# Choratice
Choratice település Csehországban, a Benešovi járásban. Choratice Sázava, Drahňovice, Ostředek, Vodslivy és Xaverov településekkel határos. Lakosainak száma 65 fő (2024. január 1.).

## Népesség
A település lakosságának változását az alábbi diagram mutatja:
| Lakosok száma | 195  | 207  | 195  | 126  | 76   | 57   | 69   | 72   | 69   | 65   |
|               | 1869 | 1890 | 1921 | 1950 | 1980 | 2001 | 2017 | 2019 | 2022 | 2024 |